# Чисто екологічно
«Чисто екологічно» — 4-й студійний альбом українського ска-панк гурту Брем Стокер.

## Про альбом
Дискографія гурту налічує відтепер чотири альбоми – це, звичайно, приємно. Але, якщо не брати до уваги видання колекції альбомів у форматі mp3, "Чисто Екологічно" став, здається, першим офіційним релізом Брем Стокера – а отже, можна сказати і так, дебютним. Одночасно він став і точкою повороту, відліку нового часу – бо музики групи відбулися помітні якісні зміни. Особливо це помітно за кількома старими піснями, які набули тут нового звучання. Вплив рокабілі ясно відчувається і зараз, але домішка у вигляді панка тепер уже не така жорстка, як раніше. Кудись пропала агресія попередніх робіт – втім, не дуже й шкода. Натомість почуття гумору хлопці анітрохи не втратили. Власне, сьогодні цей коктейль містить ще більше веселого настрою та стебу – як над собою, так і треба всім оточуючим. Ну а гарний настрій у поєднанні з рок-н-рольним панком та міським фольком – дає в результаті чудовий енергетичний напій, придатний для вживання в будь-якому віці.

## Список композицій
| #   | Назва                              | Тривалість |
| --- | ---------------------------------- | ---------- |
| 1.  | «Екко»                             | 2:36       |
| 2.  | «Суліко»                           | 1:51       |
| 3.  | «Нафіг треба»                      | 3:16       |
| 4.  | «Гоп! Нема штанів»                 | 2:35       |
| 5.  | «Нігер»                            | 1:55       |
| 6.  | «Інтернет»                         | 3:11       |
| 7.  | «Рага»                             | 3:05       |
| 8.  | «Дискотека»                        | 3:01       |
| 9.  | «Може, в мене з’явиться хтось?»    | 3:09       |
| 10. | «Козакам до сраки»                 | 2:16       |
| 11. | «Я звалився з неба»                | 4:16       |
| 12. | «Кохання квітка чарівна»           | 2:37       |
| 13. | «Саундтрек до українського фільму» | 2:23       |